# Constantin Tsiolkovski

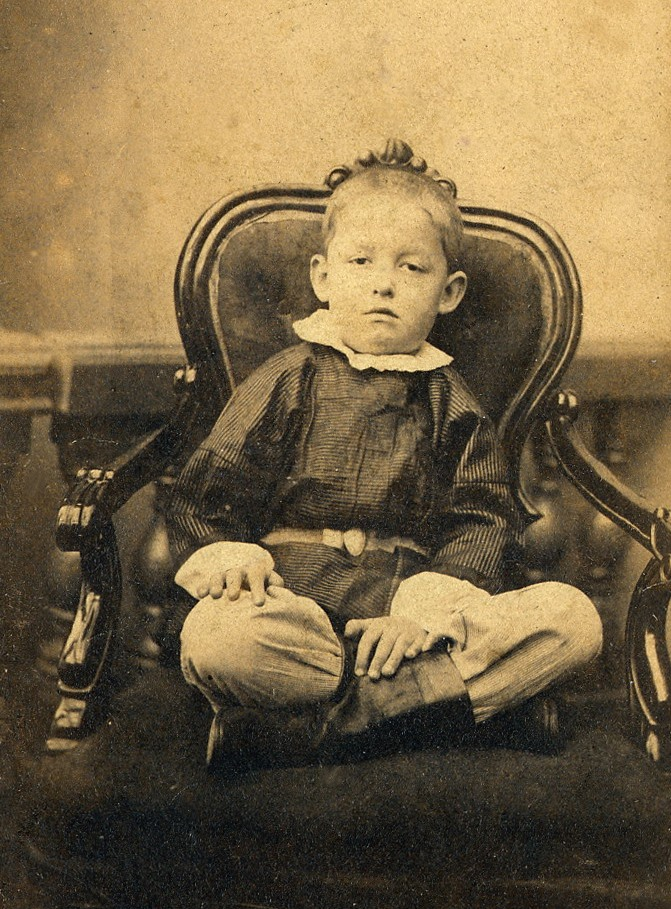
Constantin Tsiolkovski en 1862 à l'âge de cinq ans.

Constantin Édouardovitch Tsiolkovski (en russe : Константи́н Эдуа́рдович Циолко́вский, /kənstɐnˈtʲin ɪdʊˈardəvʲɪtɕ tsɨɐlˈkofskʲɪj/ ), né le 5 septembre 1857 (17 septembre dans le calendrier grégorien) à Ijevskoïe (de), dans le gouvernement de Riazan et mort le 19 septembre 1935 à Kalouga, est un scientifique russe puis soviétique considéré comme le père et le théoricien de la cosmonautique moderne.

## Biographie

### Formation
Constantin Tsiolkovski naît le 17 septembre 1857 dans le village d'Ijevskoïe (de) dans le gouvernement de Riazan au sud de Moscou. Il est le 5e des 18 enfants d'Édouard Ignatiévitch Tsiolkovski et de Maria Ivanovna Ioumachéva. Son père est issu du clan Herb Jastrzębiec, un clan de la petite noblesse polonaise et est né au nord de l'Ukraine du nord tandis que sa mère, qui vient de la région de Pskov, a des origines tatares. Son père qui a suivi des études de sylviculture dans un établissement d'enseignement supérieur de Saint-Pétersbourg est successivement garde forestier, instituteur puis cadre local de l'administration russe. Sa mère est une femme instruite qui a suivi des études secondaires en latin, mathématiques et autres sciences.
À l'âge de 9 ans, Tsiolkovski attrape la scarlatine et, à la suite de complications, perd une partie de son audition. Du fait de sa surdité partielle, il ne peut pas suivre les cours à l'école et c'est sa mère qui lui apprend à lire. Ce handicap, qui l'empêche de partager les jeux des enfants de son âge, est sans doute à l'origine de sa passion pour les livres et les sciences. En 1868, la famille de Tsiolkovski déménage à Viatka à environ 800 km au nord-est de Riazan. Il entre alors à l'école secondaire pour garçons. En 1869, la famille est fortement secouée par la disparition du fils aîné Dimitri qui décède durant son internat à l'école navale de Saint-Pétersbourg. L'année suivante, Constantin perd sa mère qu'il chérissait. Il se replie sur lui-même, se heurte aux enseignants et à ses condisciples et a du mal à suivre les cours du fait sa surdité. Il est expulsé du lycée à l'âge de 14 ans et devient autodidacte : il puise dans la bibliothèque de son père pour apprendre tout seul les mathématiques. Conscient de son goût pour les études, son père l'envoie à 16 ans étudier à Moscou.
Durant trois ans, Tsiolkovski fréquente assidument les bibliothèques de Moscou et étudie la géométrie analytique, la trigonométrie sphérique, l'algèbre, le calcul intégral et différentiel, la mécanique. Son père ne peut lui envoyer que de petites sommes d'argent et il en dépense la majeure partie en livres et équipements pour des expériences, se nourrissant uniquement de pain noir. À cette époque la Russie connaît de profonds changements. L'abolition du servage en 1861 a libéré de nombreux paysans qui viennent s'installer dans les villes et fournissent la main d’œuvre d'une industrie en forte expansion. Les arts et les sciences sont en pleine expansion. Dans ce climat particulier, Tsiolkovski rencontre le philosophe Nikolaï Fiodorov dont la théorie du cosmisme le marque profondément. Fiodorov prophétise que les progrès des sciences permettront dans le futur à l'Homme de devenir immortel et même de ressusciter ses ancêtres. La croissance de la population qui en résultera imposera à l'Humanité de se répandre dans l'univers. Ces idées ainsi que la lecture des ouvrages de fiction de Jules Verne comme le livre De la Terre à la Lune publié en 1865 seraient à l'origine de l'intérêt de Tsiolkovski pour l'exploration de l'espace.

### Enseignant et chercheur autodidacte
En 1876, Tsiolkovski est rappelé par son père à Viatka. Pour vivre il donne des leçons particulières. Deux ans plus tard son père prend sa retraite et la famille retourne à Riazan. La même année, Tsiolkovski se présente en candidat libre aux examens de maître d'école. C'est à cette époque qu'il commence ses premiers travaux scientifiques qui serviront de point de départ pour son ouvrage Rêve de Terre et de ciel. En janvier 1880, alors qu'il a 22 ans, Tsiolkovski est nommé professeur de mathématiques et de physique à l'école de Borovsk dans la région de Kalouga. Ce gros bourg d'environ 10 000 habitants, peuplé de paysans et de marchands superstitieux et bagarreurs, passe pour passablement arriéré en comparaison de Riazan. En août 1880 Tsiolkovski épouse Varvara Sokolova, la fille d'un prédicateur local chez qui il avait trouvé un hébergement. Durant les 12 années qu'ils vont vivre dans le village, le couple loue successivement plusieurs maisons dont l'une deviendra un musée en 1997. C'est à Borovsk que naissent leurs 4 enfants : Lubov (1881), Ignace (1883), Alexandre (1885) et Ivan (1888),.

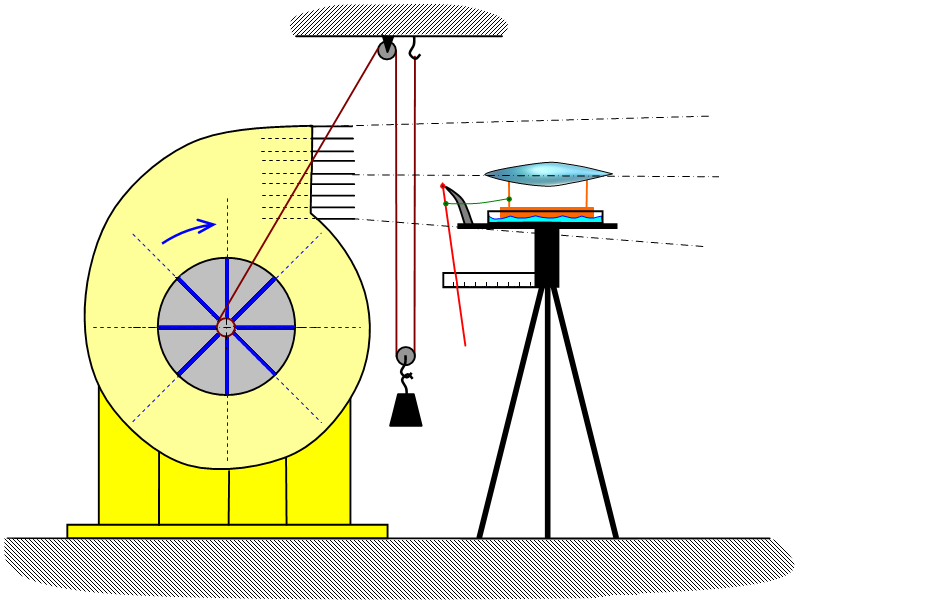
La soufflerie de Tsiolkovski.

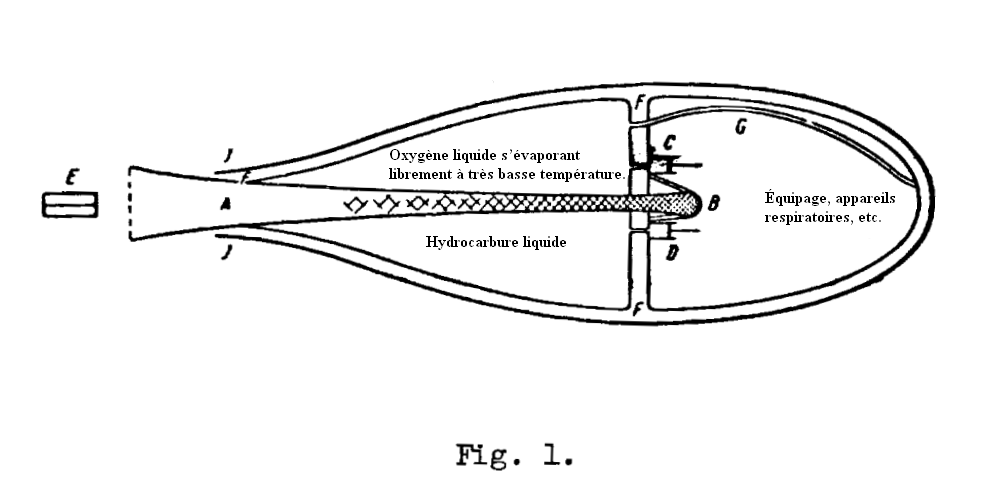
La fusée à ergols liquides de Tsiolkovski.

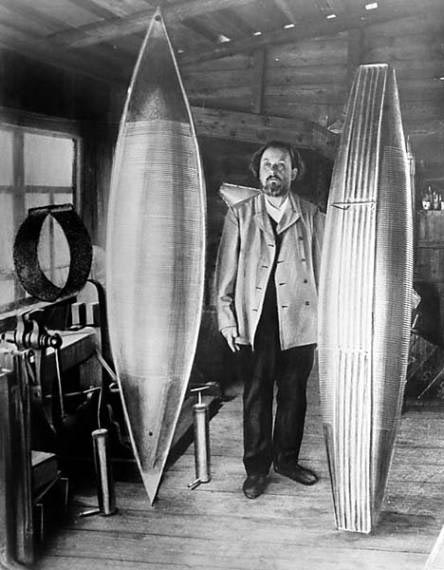
Tsiolkovski avec des maquettes de dirigeables en fer (1893).

Tsiolkovski travaille sur divers sujets scientifiques : moteurs à vapeur, radiations stellaires, dirigeables. En 1895, reprenant le modèle de la Tour Eiffel, il imagine une tour de 36 000 km de haut, qui permettrait d'amener par un ascenseur des charges en orbite. Il peut à ce titre être considéré comme l'inventeur du concept d'ascenseur spatial. En 1897, il fabrique et expérimente une petite soufflerie, la première en Russie.
Dans son ouvrage théorique L'Exploration de l'espace cosmique par des engins à réaction (1903), il décrit une fusée à propergol liquide (hydrogène/oxygène) qui serait assez puissante pour se libérer de l'attraction terrestre et atteindre d'autres planètes. Il fait des recherches sur les ergols utilisables pour propulser les fusées, la forme de la chambre de combustion, son refroidissement par circulation du carburant, le guidage de la trajectoire par surfaces mobiles placées dans le jet de gaz, la stabilisation gyroscopique de la fusée, principes qui seront repris par la suite. Il écrit la loi fondamentale du rapport de masse impliquant le découpage de la fusée en plusieurs étages. Il calcule aussi les différentes vitesses entrant en ligne de compte en astronautique et connues sous le nom de vitesses cosmiques. Il décrit une station interplanétaire qui serait composée de plusieurs éléments séparés, et dont l'orbite pourrait être modifiée. Pour tout cela, il est considéré comme un visionnaire de l'astronautique.

### Installation à Kalouga
En février 1892, Tsiolkovski est promu et est nommé professeur à Kalouga, la capitale provinciale dans laquelle il va vivre jusqu'à sa mort en 1935 et dans laquelle il va rédiger l'essentiel de son œuvre. Dans un article publié en 1894 intitulé Avion ou machines volantes semblables à un oiseau, il propose un aéronef entièrement métallique avec des formes aérodynamiques avancées. En 1895, il publie Rêve de Terre et de ciel qui décrit la colonisation de l'espace par l'Homme. Dans l'ouvrage les Hommes exploitent des mines dans la ceinture des astéroïdes et édifient des serres dans des stations orbitales. À compter de 1896, il étudie de manière systématique les principes de la propulsion à réaction. En 1903, il publie un article intitulé « Exploration de l'univers à l'aide de machines à réaction » dans une revue scientifique. Les travaux et les articles publiés en 1911, 1912 et 1914 sont aujourd'hui considérés comme les premières propositions d'un niveau scientifique portant sur l'exploration spatiale à l'aide de fusées.

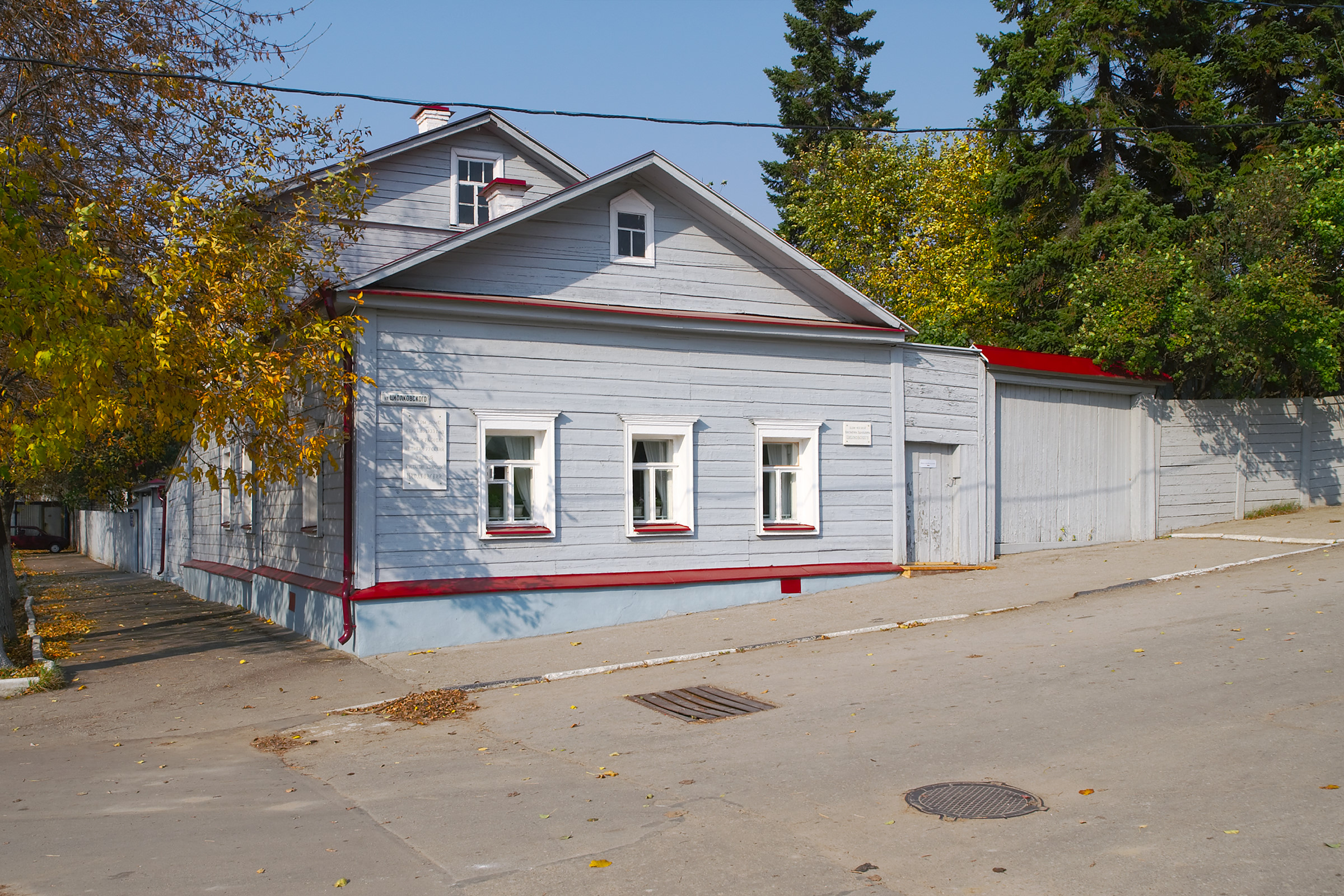
Maison de Tsiolkovski à Kalouga.

Tsiolkovski décède d'un cancer de l'estomac à Kalouga le 19 septembre 1935, à l'âge de 78 ans.

### Reconnaissance tardive
Enseignant solitaire et sans véritable soutien durant la période tsariste, Tsiolovski est aussi trop en avance sur son époque pour obtenir les moyens d'expérimenter ses idées. Reconnu à la fin de sa vie (il a alors 60 ans), il est élu à l'Académie des Sciences de l'URSS en 1918,. L'État soviétique publiera la plupart de ses nombreux articles et livres scientifiques et techniques. Kalouga abrite, en 2011, un musée consacré aux réalisations et aux idées de Tsiolkovski.

## Philosophie
Depuis le début de sa carrière scientifique jusqu'à la fin de sa vie, Tsiolkovski développe une conception à la fois spéculative, ésotérique et programmatique de la relation entre l'homme et le cosmos à travers différents textes de type narratif ou sous la forme d'essais dont la plupart n'ont été publiés qu'après la dislocation de l'URSS.

### Panpsychisme
L'une des thèses centrales de Tsiolkovski est le panpsychisme : l'idée que la vie ou l'esprit existent partout dans la matière sous une forme ou sous une autre. Même la matière inorganique contient de la vie, bien qu'elle y soit limitée à une forme embryonnaire ou à un état virtuel. Si au niveau microscopique, les potentialités vitales de la matière s'actualisent en tant qu' « atome-esprits » élémentaires ;  au niveau macroscopique, les phénomènes naturels tendent à se transformer en civilisations rationnelles hautement organisées. En lien avec cette idée, Tsiolkovski développe sa propre conception de la métempsychose : notre « atome-esprit » ne cesse pas son existence avec la mort du corps physique mais continue de vivre, probablement après une phase « dormante », dans un nouvel organisme où plus aucune trace de l'existence passée n'est conservée.
Pour Tsiolkovski, le monde et l'ensemble de l'univers constituent un même système rationnellement organisé, hiérarchique, et dont l'évolution est téléologique. Les formes de vie inférieures qu'il produit – consistant principalement en de la matière dans laquelle l'esprit est comme dormant – évoluent en formes de vie supérieures où l'esprit y est éveillé et tend à dominer, jusqu'à ce qu'elles atteignent un niveau de perfectionnement tel que leur corps physique finit par disparaître au profit d'un corps purement énergétique, comparable à un rayon lumineux ou à une substance éthérique. Les formes de vie ayant atteint ce stade de développement ultime – bien plus avancé que celui de l'humanité actuelle – existent certainement déjà, dans d'autres planètes ou au-delà de notre galaxie, et plus probablement encore dans d'autres dimensions de l'univers. Tsiolkovski croit ainsi à l'existence d'entités supérieures et considère même que ces entités entrent en communication avec nous : elles lisent en effet nos pensées et nous envoient des messages à travers des symboles célestes que la plupart d'entre nous ne comprennent pas et ne perçoivent même pas.

### Cosmisme
Par sa philosophie du monde, Tsiolkovski appartient à la ligne du cosmisme russe dont Nikolaï Fiodorov, qu'il fréquente durant ses études à Moscou, est le précurseur. La clé de cette philosophie est l'idée du caractère cosmique de la vie, du rapport étroit et de l'interdépendance entre le macro-monde (makromir) de l'homme et les dimensions cosmiques de l'infiniment grand et de l'infiniment petit (mikromir),. Le cosmos, c'est la totalité d'un système harmonieux dans lequel l'atome et l'homme participent – chacun à leur niveau mais de manière semblable – et où ils contribuent ensemble à la réalisation de l'unité suprême. Le processus cosmique, porté par une dynamique rationnelle, consiste en une série de mouvements cycliques de l'être vers la perfection, qui peut être divisée en « ères cosmiques », et où l'évolution de l'homme prend un sens. Dans ce processus, l'humanité doit franchir plusieurs étapes, dont chacune s'étend sur des millions d'années :
1. l'ère de la naissance, celle où s'établit un organisme socio-économique harmonieux ;
2. l'ère du devenir, dont le décompte commence avec le début de l'expansion cosmique ;
3. l'ère de l'épanouissement, durant laquelle l'homme commence à maîtriser les lois générales de l'univers ;
4. l'ère terminale, époque où l'humanité passe des formes « corpusculaires » d'existence aux formes énergétiques, celles des « rayonnements », marquant ainsi la fin de la chair organique souffrante et l'accession à la « béatitude éternelle » au sein de l'unité universelle.

Dans la perspective de cette évolution, l'« éthique cosmique » consiste en un programme collectif de diminution de la somme des souffrances. À cette fin, il est nécessaire d'abaisser le risque de voir surgir des formes de vie pathologiques – souffrantes ou causant de la souffrance –, et donc de pratiquer une sélection artificielle (eugénisme) qui se substitue progressivement à la sélection naturelle,. Tsiolkovski admet ainsi non seulement la limitation forcée de la multiplication des êtres souffrants dénués de raison mais aussi leur suppression sans douleur au profit de formes hautement organisées. Le projet de restructurer rationnellement la société occupe également une place notable dans ses réflexions. Il prône en ce sens un collectivisme hiérarchiquement organisé, favorable à l'accroissement continu de la puissance technologique et à l'expansion de l'humanité à travers le cosmos, permettant ainsi à l'existence humaine d'accéder à un bien-être encore jamais atteint, et à l'univers de parvenir à l'unité ultime. Tsiolkovski pensait que les technologies et les projets techniques élaborés par lui apporteraient une contribution appréciable à ce perfectionnement humain et cosmique.

## Influence de Tsiolkovski

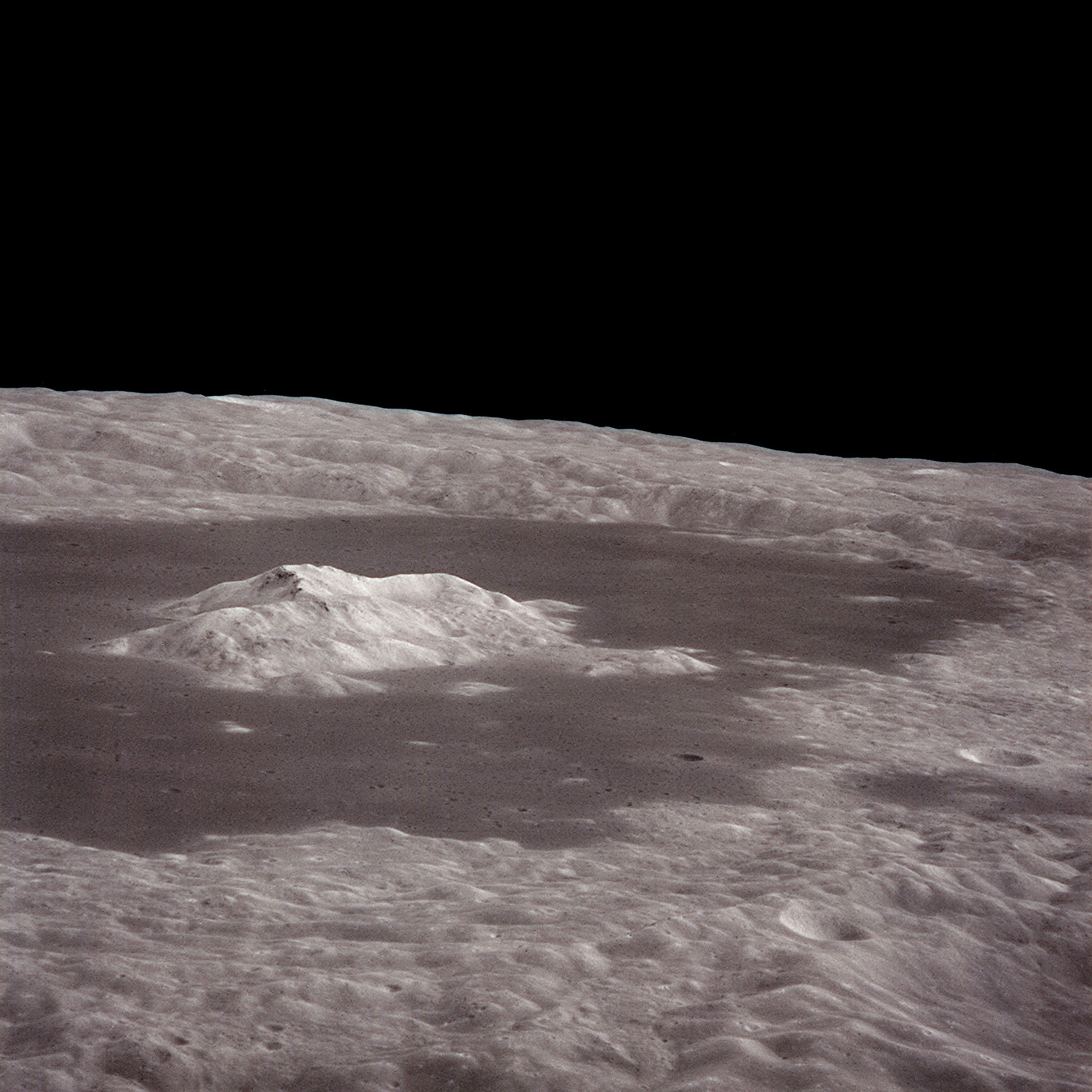
Le cratère Tsiolkovski (cliché pris par Apollo 15). Constantin Tsiolkovski pensait que l'installation de l'homme sur la Lune constituerait la première étape de son expansion dans l'univers.

Entre[1928 et 1932, Nikolaï Rynine, un scientifique et ingénieur soviétique passionné par l'espace, publie une encyclopédie de neuf volumes rassemblant l'ensemble des travaux effectués jusque-là dans le domaine du vol spatial intitulé  Soobscheniya Mezhplanetnye (Communications et vols interplanétaires). Un des livres est entièrement consacré aux travaux de Constantin Tsiolkovski. Malgré cette diffusion, ses travaux restent pratiquement inconnus en Occident durant des décennies. Cependant son influence sur la première génération des ingénieurs soviétiques s'intéressant à l'espace est indéniable et il a sans doute contribué à faciliter leurs recherches. Valentin Glouchko, qui est le principal concepteur des moteurs-fusées durant les 30 premières années du programme spatial soviétique entretient une correspondance régulière avec Tsiolkovski à compter de 1923 alors qu'il est âgé de 15 ans.
En 1961, l'Union astronomique internationale a donné son nom au cratère lunaire Tsiolkovskiy. En 1967, un musée portant sur l'histoire du programme spatial soviétique dont une partie est consacrée à son œuvre, est inauguré dans la ville de Kalouga. Sa maison, qui est également gérée par ce musée, a été restaurée et peut être visitée.
Depuis la chute de l'Union soviétique, Tsiolkovski est devenu en Russie une sorte d'icône du mouvement cosmiste ainsi qu'une figure importante pour la mouvance New Age.

## Œuvres principales
- Rêves de la Terre et du Ciel, 1895.
- L'Exploration de l'espace cosmique par des engins à réaction (« Исследование мировых пространств реактивными приборами »  Issledovanie mirovykh prostrantsty reaktivnymi priborami), 1903.
- Au-delà de la Terre, 1920.
- Le Chemin des étoiles.

## Œuvres de fiction
Influencé par l'œuvre de fiction de Jules Verne, il écrira deux romans de science-fiction : Rêves de la Terre et du Ciel (1895) et Au-delà de la Terre (1920). En 1935, il sera le conseiller technique d'un film de science-fiction réalisé par Vassili Zouravlev (Космический рейс, Le Voyage cosmique).

## Dans la culture populaire
Le poète Evgueni Evtouchenko joue le rôle de Constantin Tsiolkovski dans le film Vzlyot, réalisé en 1979 par Savva Koulich (narration Sergueï Bondartchouk). Le film remporte le prix d'argent au 11e festival international du film de Moscou. Le scientifique apparaît aussi comme personnage dans le roman d'Evtouchenko Les Baies sauvages de Sibérie.
Un vaisseau scientifique porte son nom dans l'épisode 2 de la première saison de Star Trek : La Nouvelle Génération.
Dans la série de bandes-dessinées du cycle de Bételgeuse parues entre 2000 et 2005, l'auteur, Leo, nomme un vaisseau spatial d'exploration le Konstantin Tsiolkowsky.
Tom Bullough consacre un roman à la jeunesse de Tsiolkovski, La Mécanique du ciel (titre original Konstantin), paru en 2012 chez Calmann-Levy avec une traduction de Marie Boudewyn.
Une citation de Tsiolkovski est utilisée dans le tome 2 de la série de mangas Planètes de Makoto Yukimura.
Des "Tours de Tsiolkovsky" sont également évoqués dans le roman issu de l'univers de Warhammer 40 000 "Un millier de fils" de Graham McNeill où elles servent à ravitailler des vaisseaux Space Marines en orbite.

#### Bases de données et dictionnaires
- Ressources relatives à la littérature :   - The Encyclopedia of Science Fiction
  - Internet Speculative Fiction Database
  - NooSFere
- Ressource relative à la musique :   - MusicBrainz
- Notices dans des dictionnaires ou encyclopédies généralistes :   - Britannica
  - Brockhaus
  - Den Store Danske Encyklopædi
  - Deutsche Biographie
  - Enciclopedia italiana
  - Gran Enciclopèdia Catalana
  - Hrvatska Enciklopedija
  - Internetowa encyklopedia PWN
  - Larousse
  - Nationalencyklopedin
  - Munzinger
  - Proleksis enciklopedija
  - Store norske leksikon
  - Treccani
  - Universalis
  - Visuotinė lietuvių enciklopedija
- Notices d'autorité :   - VIAF
  - ISNI
  - BnF (données)
  - IdRef
  - LCCN
  - GND
  - Japon
  - CiNii
  - Espagne
  - Belgique
  - Pays-Bas
  - Pologne
  - Israël
  - NUKAT
  - Suède
  - Australie
  - Norvège
  - Croatie